# Mecynodes leucopterus
Mecynodes leucopterus är en skalbaggsart som beskrevs av Johann Christoph Friedrich Klug 1845. Mecynodes leucopterus ingår i släktet Mecynodes och familjen Aphodiidae. Inga underarter finns listade i Catalogue of Life.